# Anarrhotus fossulatus
Espèce
Anarrhotus fossulatus est une espèce d'araignées aranéomorphes de la famille des Salticidae.

## Distribution
Cette espèce se rencontre en Malaisie, à Singapour, au Viêt Nam et en Inde.

## Description
Le mâle holotype mesure 6 mm.
Le mâle décrit par Hoang, Wang, Irfan, M., Nguyen, Tran, Tran et Zhang en 2022 mesure 3,44 mm.

## Systématique et taxinomie
Cette espèce a été décrite par Simon en 1902.

## Publication originale
- Simon, 1902 : « Études arachnologiques. 31e Mémoire. LI. Descriptions d'espèces nouvelles de la famille des Salticidae (suite). » Annales de la Société Entomologique de France, vol. 71 p. 389-421 (texte intégral).